# Nora Orlandi
Nora Orlandi, nota anche con lo pseudonimo di Joan Christian (Voghera, 28 giugno 1933 – Roma, 1º gennaio 2025), è stata una cantante, compositrice e pianista italiana. È nota anche per aver fondato e diretto il gruppo vocale I 4 + 4 di Nora Orlandi. Pur restando dietro le quinte, ha contribuito a moltissime musiche di successo.

## Biografia
Inizia a suonare sin da bambina, spinta dalla famiglia (la madre, Fanny Campos, fu cantante lirica), sia pianoforte che violino. Si diploma al Conservatorio Nicolò Paganini di Genova, città dove si era trasferita con la famiglia, in composizione, armonia e canto.
Nel 1951, dopo aver superato un provino tenuto da Pippo Barzizza, viene assunta come violinista dell'Orchestra della RAI e si sposta a Roma. Suona anche con le orchestre di Lelio Luttazzi e Bruno Canfora. Dotata di una buona voce melodica con spunti jazzistici, inizia anche ad esibirsi da solista, accompagnandosi con il pianoforte e proponendo le sue prime canzoni, Forse sì e Pigiamini e orsi blu.
Alla fine del 1952 realizza un gruppo vocale, i Quartetto 2 + 2, con cui si esibisce in spettacoli dal vivo, radiofonici e televisivi, in incisioni di vari cantanti. Continua anche da solista incidendo vari singoli.
Si sposa nel 1955; il marito diventa il suo braccio destro e anni dopo le dà l'idea di "raddoppiare", formando così I 4 + 4 di Nora Orlandi. Nel 1965 il Quartetto Orlandi compare nel film 008 Operazione Ritmo di Tullio Piacentini. La Orlandi compone varie colonne sonore, vincendo anche nel 1966 il Premio della critica per la migliore musica per film western per Johnny Yuma, e jingle pubblicitari. A volte usa lo pseudonimo di Joan Christian.
La Orlandi ha scritto anche testi per canzoni (in particolare in collaborazione con Armando Trovajoli). Nella prima metà degli anni ottanta decide di sciogliere i 4 + 4 e ritirarsi per dedicarsi all'insegnamento di solfeggio, armonia, teoria musicale, canto e pianoforte, scrivendo anche un Metodo di canto moderno, che ha riscosso molto successo nell'ambiente degli insegnanti di canto. Sporadicamente ha continuato a incidere come violino solista in alcune colonne sonore e ha partecipato col ruolo di insegnante di canto alla fase iniziale della seconda edizione del programma televisivo Amici di Maria De Filippi su Canale 5.
Nora Orlandi è morta il 1° gennaio 2025. Sua sorella, la cantautrice Paola Orlandi, le è sopravvissuta poco meno di due mesi.

## Discografia

### Con i 4+4 di Nora Orlandi
Album in studio
- 1963 - Gershwin/Trovajoli - 1919-1928 - Volume 1 con Armando Trovajoli e la sua orchestra
- 1963 - Gershwin/Trovajoli - 1929-1935 - Volume 2 con Armando Trovajoli e la sua orchestra
- 1963 - Gershwin/Trovajoli - 1936-1937 - Volume 3 con Armando Trovajoli e la sua orchestra

Singoli
- 1961 - Lady Luna/Arianna
- 1965 - Luna a Novograd/L'erica s'è fatta più verde

### Da solista
Album in studio
- 1965 - 008 Operazione ritmo
- 1966 - 10.000 dollari per un massacro
- 1966 - L'affare Beckett
- 1966 - Johnny Yuma
- 1967 - La lunga notte di Tombstone
- 1967 - Per 100.000 dollari t'ammazzo
- 1967 - La morte non conta i dollari
- 1968 - Il dolce corpo di Deborah
- 1968 - Clint il solitario
- 1969 - Il diario proibito di Fanny
- 1969 - A doppia faccia
- 1971 - Lo strano vizio della signora Wardh
- 1972 - La preda e l'avvoltoio
- 1976 - Dedicato a una stella

Singoli
- 1961 - Io e te/Fuori città
- 1961 - Un uomo come te/Eva
- 1961 - Lady Luna/Arianna
- 1963 - Hanno detto/Dora
- 1966 - Guarda un po' chi c'è/Il bikini (con Ralph Ferraro)
- 1969 - Metti una sera a cena (musica E. Morricone - arrang. P. Ormi)
- 1969 - Le avventure di Ciuffettino
- 1982 - Cipria/Baby baby I love you